# シアター・シエマ
シアター・シエマ（Theater CiEMA）は、佐賀県佐賀市松原2丁目14-16の商業施設ビル『セントラルプラザ』3階にある映画館（ミニシアター）。
90席と67席の2スクリーンを有する。運営は有限会社69'nersFILM（シックスナイナーズフィルム）。支配人は重松恵梨子。

## 特色
名称のシエマ（CiEMA）は、「空」を意味するスペイン語のCiero、「映画館」を意味する英語のCinemaを組み合わせた造語である。運営する有限会社69'nersFILMの代表は芳賀英行である。芳賀は20代の頃にバーや喫茶店で自主上映会を行い、後に有名になった監督のデビュー前の作品を上映したこともあった。芳賀は大分県日田市の日田シネマテーク・リベルテにもプロデューサーとして関与している。シアター・シエマはスタジオシエマという映像制作部門を有しており、アニメーションや3DCGを利用した映像制作を行っている。
佐賀セントラル時代は3スクリーンを有していたが、シアター・シエマの開館の際に1スクリーンがカフェスペースや交流スペースに転用された。カフェスペースではコーヒー、アルコール、軽食などが販売され、交流スペースには映画関連書籍や絵本などが置かれた。一部の座席はソファ席と交換され、通常席に加えてペア席もある。ミニシアター系作品や旧作名画を中心に上映している。
観客と運営側の距離が近い映画館とされる。2014年（平成26年）以降には映画館と常連客らが協力し、毎月1回の頻度で上映作品についてカフェで語り合う催しを開催している。芳賀はシアター・シエマを「スクリーンもカフェも含めたサロンのような“空間”として発信したい」と語る。
- 交流スペース
- カフェスペース
- 座席
- ソファ席

## 歴史

### 前史
佐賀東宝劇場

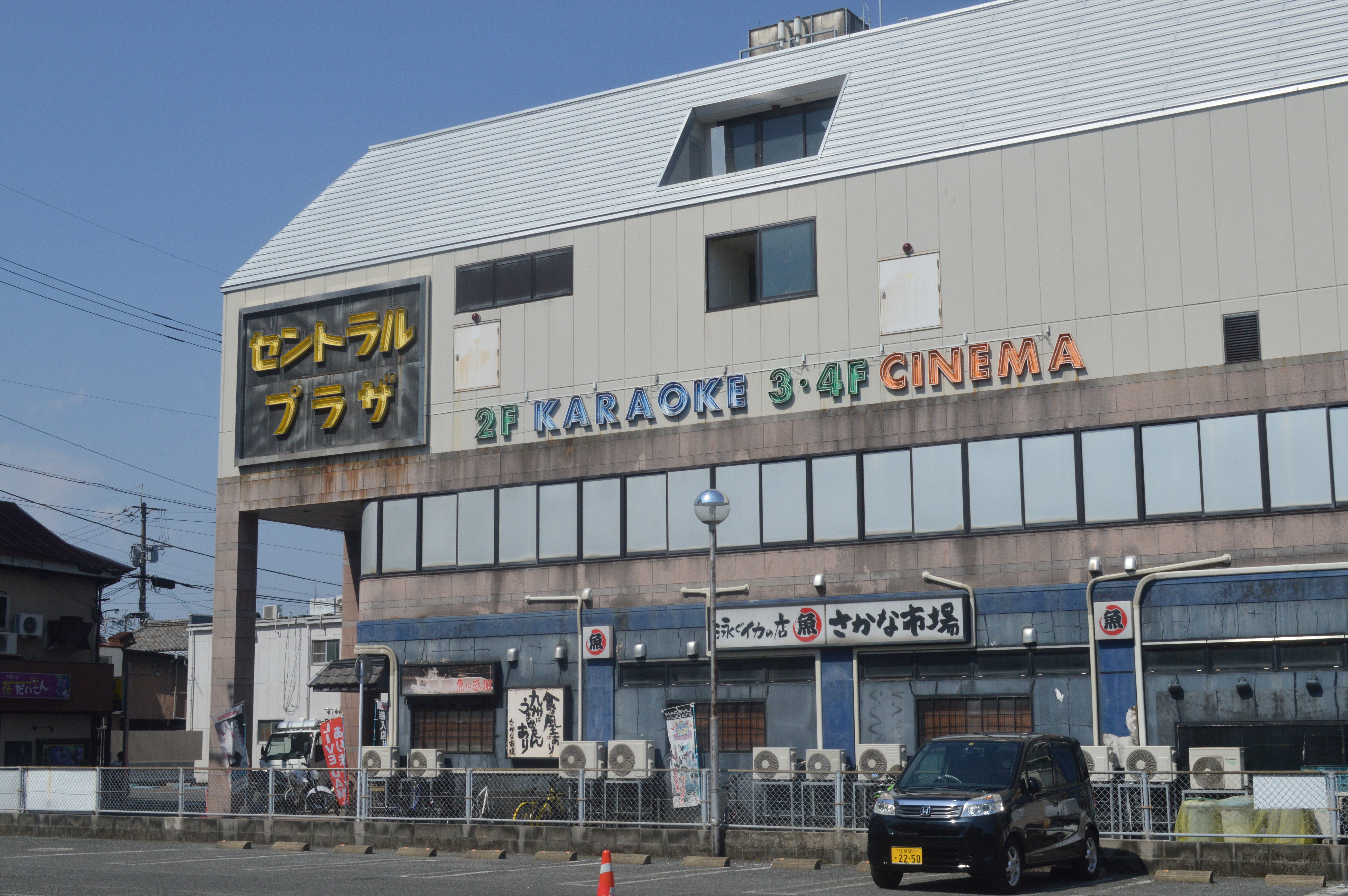
シアター・シエマが入るセントラルプラザ

かつてこの場所には1939年（昭和14年）10月に開館した東宝映画劇場（後の佐賀東宝劇場）があり、1940年（昭和15年）6月には南側の隣接地に松竹世界館（後の佐賀松竹劇場）が開館した。戦後の1955年（昭和30年）には有楽映劇（後の佐賀有楽会館）が開館、1957年（昭和32年）2月28日には佐賀東映劇場が開館し、佐賀東宝劇場を含む松原地区は映画館街となっていった。
佐賀セントラル
1996年（平成8年）には有楽商事によって佐賀東宝劇場が建て替えられ、3階に3スクリーンの佐賀セントラルが開館した。2001年（平成13年）にはイオンシネマ佐賀大和、2006年（平成18年）には109シネマズ佐賀と、佐賀市郊外に相次いでシネマコンプレックスが開館し、佐賀セントラルの観客数が激減したことで、2006年（平成18年）9月に閉館した。かつて松原地区には多数の映画館があったが、佐賀セントラルの閉館によって映画館がなくなった。
街なかキネマさが
佐賀セントラルの閉館後、市民有志によって自主上映団体「街なかキネマさが」が設立され、上映会やシンポジウムが開催された。福岡市の69'ners FILMが映画館の運営に手を挙げ、佐賀セントラル跡地を改装して開館準備が進められた。2007年（平成19年）12月12日から14日にはプレイベントが開催され、12日にはおやこでみるチェコアニメ上映会、13日には『ニュー・シネマ・パラダイス』の上映、14日には山田広野のライブと『バサラ人間』の先行上映が行われた。

### シアター・シエマの開館
2007年（平成19年）12月15日、セントラルプラザ3階にミニシアターとしてシアター・シエマが開館した。オープニング作品はカンヌ国際映画祭で最優秀脚本賞と女優賞を受賞したスペイン映画『ボルベール〈帰郷〉』、河瀨直美監督作『殯の森』など6作品。開館時には110席と72席の2スクリーンを有していた。2007年（平成19年）末にはシアター・シエマに近い佐嘉神社でもロケが行われた『男はつらいよ ぼくの伯父さん』（1989年）が上映された。
2008年（平成20年）2月23日夜にはキャバレーに変貌し、新宿ゴールデン街を拠点とするシャンソン歌手のソワレが『サン・トワ・マミー』や『ラ・ヴィ・アン・ローズ』（ばら色の人生）などを歌った。それまでにも小規模な演奏会などを行っていたが、本格的に歌手を招いたライブは初めてのことだった。
2008年（平成20年）4月27日には映画看板職人の豊福久義を講師とする「シエマスクール 昭和レトロ編」が開催され、カフェスペースをアトリエとして『男はつらいよ』シリーズの寅さんを描くパフォーマンスが行われた。同年1月に『男はつらいよ ぼくの伯父さん』を上映した際、豊福に手描き看板の製作を依頼したことがきっかけである。
2008年（平成20年）12月15日には開館1周年を迎えた。12月10日には開館1周年記念イベントとして、フランス映画『男と女』で知られる歌手・俳優のピエール・バルーのライブが行われた。開館からの1年間で『靖国 YASUKUNI』や『いのちの食べかた』など135本を上映し、最大のヒット作はリリー・フランキー主演の『ぐるりのこと。』だった。開館後1年間の入場者数は約1万2000人と目標の半分程度であり、約250人の年間会員も目標の300人には届かなかった。
2009年（平成21年）1月24日には伊万里市でもロケが行われた『天使のいた屋上』の高木聡監督による舞台挨拶が行われた。2009年（平成21年）4月11日にはシアター・シエマなど九州4県の映画館で、鹿島市などでロケが行われた『島田洋七の佐賀のがばいばあちゃん』の先行上映が開始された。
2010年（平成22年）6月5日、佐賀市で開催される第5回食育推進全国大会のプレイベントとして、俳優の菅原文太と古川康佐賀県知事のトークセッションが開催され、韓国のドキュメンタリー映画『牛の鈴音』が上映された。2011年（平成23年）9月10日には映画字幕翻訳者の戸田奈津子のトークイベントがあり、古川康佐賀県知事も出演した。
2011年（平成23年）には午前十時の映画祭「赤のシリーズ」を開催する佐賀県唯一の映画館となった。全国の上映館25館のうち第6位となる1万6307人を集め、人口比では全国第1位を記録した。
2012年（平成24年）6月には映画監督の若松孝二による舞台挨拶が行われたが、若松は自身のトークそっちのけで来場者に質問を促すなどして観客と交流した。2012年（平成24年）11月には福島県南相馬市を撮影したドキュメンタリー『相馬看花 第一部 奪われた土地の記憶』が上映され、初日の11月17日には福岡県大川市出身の松林要樹監督による舞台挨拶が行われた。

### デジタル化対応後
2012年（平成24年）頃には映画のデジタルシネマ化が急速に進み、同年末時点では日本国内の85%の映画館がデジタル化を完了させた。この頃のシアター・シエマはフィルム上映用の機材しか保有しておらず、フィルムからデジタルへの移行期用の臨時システムを使用していたが、35ミリフィルム映写機では上映できないデジタルデータの映画配信が増え、機材の切り替えが映画館存続の課題となっていた。
2013年（平成25年）12月に常連客が数十万円を寄付したことがきっかけとなり、2014年（平成26年）3月には「シエマでいろんな映画をずっと見たいからシエマのデジタル化に協力する会」（シエデジ会）が発足し、同年4月には常連客らが1000万円を目標とする募金活動を開始した。飲食店など佐賀県内の100か所に募金箱が設置され、チャリティコンサートなどでも寄付を募った。12月20日までに目標額を上回る1236万6384円を集め、2014年（平成26年）12月27日からデジタル上映が開始された。
シエデジ会を継承する形で、2015年（平成27年）には映画館の支援団体「シエマでずっといろんな映画を観たいからシエマをサポートする会」（シエサポ会）が設立された。2015年（平成27年）10月、シエサポ会はシアター・シエマを学びの場として月2回の講座を開く「かっぱカレッジ」を開始し、初回は和楽器に関する講座、第2階は金継に関する講座を行った。
2017年（平成29年）12月には開館10周年を迎えた。10年間で上映した作品は新作・旧作合わせて約1700作品にのぼる。開館以来、シアター・シエマは佐賀県唯一のミニシアターだったが、2019年（令和元年）10月25日には唐津市にTHEATER ENYAが開館した。
2019年（令和元年）以降の新型コロナウイルス感染症の世界的流行が理由で、2020年（令和2年）4月18日から5月14日までは長期休館した。2021年（令和3年）9月4日には館内のユニバーサルデザイン化を目的とする募金を開始した。